# Ulysses (sonda espacial)

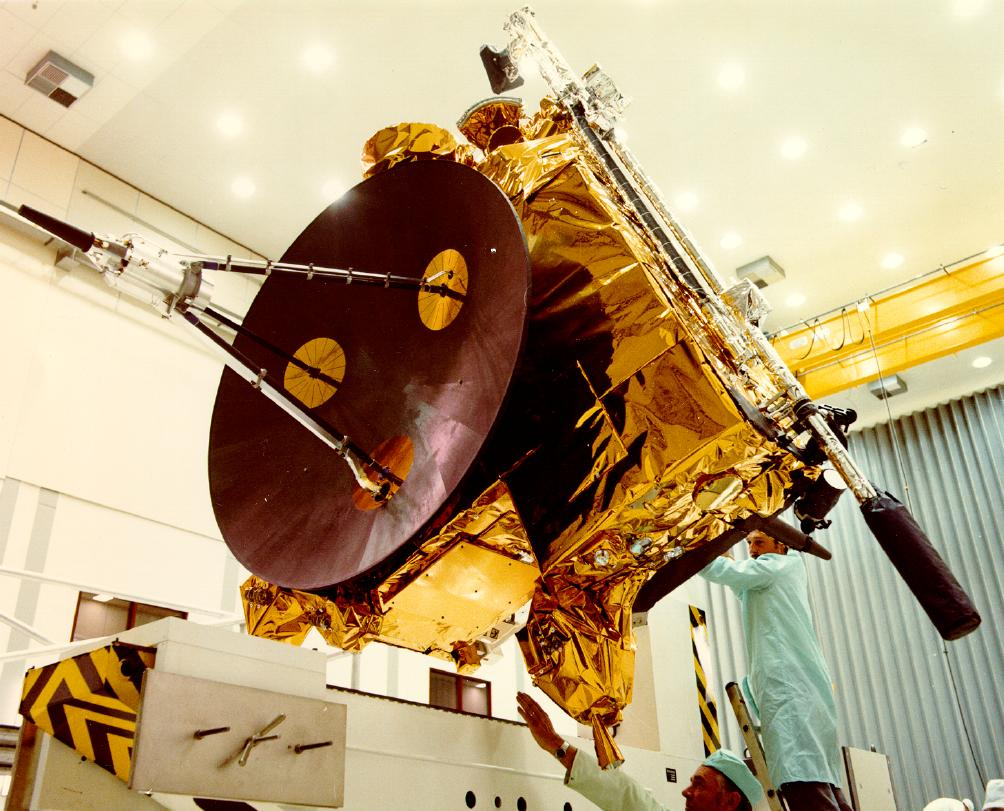
Sonda Ulysses.

Ulysses fue una sonda espacial para estudiar el Sol a todas las latitudes, desarrollada en conjunto por la Agencia Espacial Europea y la NASA. La sonda, nombrada así por la traducción al latín de Odiseo, protagonista de la obra clásica Odisea, fue lanzada el 6 de octubre de 1990 por el transbordador espacial Discovery durante la misión STS-41. La sonda estaba equipada con instrumentos para caracterizar campos, partículas y polvo. Obtenía la energía de un generador termoeléctrico de radioisótopos. La misión finalizó el 30 de junio de 2009 tras desconectar la sonda de forma remota, al no poder realizar más actividades científicas significativas por el agotamiento de su fuente de energía nuclear.

## Misión
Las observaciones del Sol realizadas tanto desde la Tierra como con las sondas clásicas se centraban en su región ecuatorial. La Tierra, y los cohetes lanzados desde ella, orbitan en el plano de la eclíptica, que coincide con el ecuador solar. Enviar una sonda a una órbita fuera de la eclíptica implicaría muchísima energía y sería necesario un vehículo extremadamente poderoso.
En los años 1970 se comenzaron a llevar a cabo con éxito las primeras asistencias gravitatorias, haciendo posible para una nave espacial que se acercara a Júpiter el alterar su órbita hasta colocarse en una órbita tal que pasara sobre los polos del Sol. Fue entonces cuando se propuso la misión Out Of the Ecliptic (OOE).
Originalmente, el diseño constaba de dos sondas, las cuales realizarían el viaje a Júpiter, desviándose una hacia el polo norte solar y la otra al polo sur, con lo que se podrían estudiar ambos polos simultáneamente. Debido a recortes en el presupuesto se rediseñó la misión para utilizar una sola sonda, que fue bautizada como Ulysses en referencia al intrincado viaje que tendría que hacer hasta llegar a la región polar solar. La duración de la misión era de 5 años.
Tras dejar la Tierra, Ulysses llegó a Júpiter en febrero de 1992 para una maniobra de sobrevuelo. Tras ella quedó en una órbita con una inclinación orbital de 80,2° respecto a la eclíptica. Entre 1994 y 1995 exploró por primera vez los polos del Sol.

## Misión extendida
Dado el buen estado de la nave se decidió aportar fondos para extender la misión y durante un segundo sobrevuelo (entre 2000 y 2001) volvió a explorar las regiones polares solares tanto norte como sur, realizando descubrimientos inesperados, como las características del polo sur, mucho más dinámico que el norte y sin una localización fija. En 2003-04 realizó algunas observaciones sobre Júpiter.
La misión fue extendida por tercera vez para el periodo entre 2007 y 2008.
Durante las fases de crucero Ulysses recolectaba datos únicos. Como única sonda fuera de la eclíptica con un instrumento de rayos gamma, Ulysses formó parte importante del programa de detección de estallidos de rayos gamma.
El 1 de mayo de 1996 la sonda cruzó la cola del cometa Hyakutake, revelando que esta era mayor de lo que se esperaba, hasta alcanzar casi las 3,8 unidades astronómicas.

## La sonda
El cuerpo de la sonda es una caja en la que va montada una antena de 1,65 m de diámetro y el generador de radioisótopos. Dentro del cuerpo hay un tanque de hidracina, utilizada para correcciones de trayectoria y para redirigir la antena a la Tierra. El peso total en el lanzamiento era de unos 370 kg.

## Instrumentos
- Antenas de radio y plasma: dos antenas extendidas perpendicularmente al cuerpo y al eje de giro. Juntas, forman un dipolo de 72 m. Una tercera antena se extiende desde el cuerpo, a lo largo del eje de giro, en una antena monopolar de 7,5 m de largo.

- Instrumentos montados en el cuerpo de la sonda: en el cuerpo propiamente dicho de la sonda se encuentran detectores de electrones, iones, gas neutro, polvo y rayos cósmicos. Además la radio puede usarse para la búsqueda de ondas gravitacionales y estudiar la atmósfera del Sol durante las ocultaciones.

- Otros instrumentos: la sonda contiene también otra serie de instrumentos que por sus características deben ir en compartimentos separados del resto de la nave. Tiene un detector de rayos X para estudiar las llamaradas solares y la aurora de Júpiter, un detector de GRB y dos magnetómetros distintos.

La masa total de los instrumentos científicos es de 55 kg.

## Final de la misión
Inicialmente el final de la misión se calculó que ocurriría a mediados de 2008 y que la causa sería la congelación de la hidracina en los conductos de los propulsores debido a que los calentadores eléctricos de los mismos no funcionarían adecuadamente por el agotamiento de la fuente de energía nuclear. Sin el sistema propulsor de hidracina la nave no podría orientarse para comunicarse con la Tierra. Sin embargo los ingenieros desarrollaron procedimientos para mantener la hidracina líquida en los conductos expulsando una pequeña cantidad de ella cada dos horas, y la menguante energía eléctrica fue racionada a los instrumentos y diversos sistemas de la nave.
Sin embargo, frente a la inevitable pérdida de los sistemas por un cada vez menor flujo de energía y la incertidumbre en cuanto a la cantidad de hidracina restante, junto con un retorno científico cada vez más pequeño, se decidió apagar definitivamente la sonda el 30 de junio de 2009 enviando comandos a la nave en una sesión de comunicación desde una de las antenas de la Red del Espacio Profundo de la NASA a las 17:35 CEST. El sistema de comunicaciones de la sonda se puso en modo "sólo escucha" a las 22:15 CEST, cesando el resto de actividades.